# كفردان (بعلبك)
كفردان بلدة لبنانية من قضاء بعلبك في محافظة بعلبك الهرمل.